# Shreepur (Mahottari)
Shreepur – gaun wikas samiti w środkowej części Nepalu w strefie Dźanakpur w dystrykcie Mahottari. Według nepalskiego spisu powszechnego z 2001 roku liczył on 1672 gospodarstw domowych i 9598 mieszkańców (4500 kobiet i 5098 mężczyzn).